# Air China Cargo
Air China Cargo Co., Ltd. (cinese semplificato: 中国 国际 货运 航空公司; cinese tradizionale: 中國 國際 貨運 航空公司; pinyin: Zhōngguó Guójì Huòyùn Hángkōng gōngsī) è una compagnia aerea cargo della Repubblica popolare cinese con sede a Pechino. È una consociata all-cargo di Air China e gestisce servizi di trasporto merci di linea in 20 città in 10 paesi in tutto il mondo. La sua base principale è l'aeroporto Internazionale di Pechino Capitale.

## Storia
La compagnia aerea è stata fondata nel 2003 e ha iniziato le operazioni poco dopo. Era inizialmente di proprietà di Air China (51%), CITIC Pacific (25%) e Beijing Capital International (24%) e aveva circa 4.000 dipendenti (a marzo 2013).
Nel maggio 2011, Air China e Cathay Pacific hanno annunciato il consolidamento delle loro attività cargo per la nuova Air China Cargo.

## Flotta

### Flotta attuale
A febbraio 2024 la flotta di Air China Cargo è così composta:

### Flotta storica
Air China Cargo operava con:
- Boeing 747-200F
- Boeing 747-200(SF)
- Boeing 757-200(PCF)
- Tupolev Tu-204-120